# Вега (паровой барк, 1873)
«Ве́га» («Vega») — парусно-паровой барк (пароход), китобойное судно, на котором шведская арктическая экспедиция Н. А. Э. Норденшельда в 1878—1879 годах впервые прошла Северо-восточным проходом вдоль северного побережья Европы и Азии из Атлантического океана в Тихий и, обогнув Евразию, вернулась в Швецию (с одной зимовкой).
В честь корабля назван остров Вега в Антарктике.

## История
Барк «Вега» был построен в Бремерхафене (Северогерманский союз) в 1872 году как китобойное судно по заказу норвежского судовладельца Педерсена. Первоначальное наименование барка — «Ян-Майен». Судно отличалось большой прочностью и было специально предназначено для условий Арктики.
В 1878 году китобоец был приобретён для готовившейся экспедиции Норденшельда и подвергнут переоснащению на королевской военно-морской верфи в Карлскроне. После перестройки экипаж судна был сокращён до 21 человека, командовал судном лейтенант ВМФ Швеции Л. А. Паландер.
Во время экспедиции судно не претерпело никаких повреждений, после её окончания было вновь продано китобойной компании и служило в Гренландии до 1903 года, когда «Вега» затонула, затёртая льдами в заливе Мелвилла.
24 апреля 1930 года судну был установлен памятник в Стокгольме, напротив Королевского музея естественной истории.